# Corycium
Corycium es un género de orquídeas de hábitos terrestres. Tiene 15 especies. Es originario de Tanzania hasta los fynbos en el sur de África.
Este es uno de los cinco géneros de la subtribu Coryciinae, de la cual es el género tipo. Consiste en quince especies de hábito terrestre, algunas endémicas, de acuerdo a las especies que viven en diferentes ambientes, se encuentran en las zonas sur y este-central del Sur de África, uno en Malaui y sur de Tanzania, por lo general aparecen en colonias de veinte a treinta individuos.  La floración de algunas especies es estimulada por los incendios ocasionales.

## Descripción
Son plantas de raíces con pequeños tubérculos ovoides , de la que surgen tallos delicados o robustos que miden hasta poco más de medio metro de altura, con hojas agrupadas en su segmento inferior.  La inflorescencia es terminal con pequeñas flores carnosas densamente agrupadas, de varios colores.  El sépalo dorsal  está dispuesto con los pétalos formando un conjunto.  La columna se compone de una complicada estructura retorcida y  contiene dos polinias.  Las flores segregan aceite, que es recogido por las abejas de la familia Melittidae que con esta actividad polinizan las flores al llevarse el polen en las patas.
Es un género muy relacionado con Pterygodium,  análisis moleculares recientes parecen indicar que este último sea, posiblemente, incliudo en Corycium.

## Taxonomía
El género fue descrito por Peter Olof Swartz  y publicado en Kongl. Vetenskaps Academiens Nya Handlingar 21: 220. 1800.
Etimología
El género fue propuesto en 1800 por Olof Swartz, quien eligió el nombre del griego, korys = casco, refiriéndose al formato presentado por las flores de la mayoría de sus especies.  

## Especies deCorycium
- Corycium alticola Parkman & Schelpe (1982)
- Corycium bicolorum (Thunb.) Sw. (1800)
- Corycium bifidum Sond. (1846)
- Corycium carnosum (Lindl.) Rolfe (1913)
- Corycium crispum (Thunb.) Sw. (1800)
- Corycium deflexum (Bolus) Rolfe. (1800)
- Corycium dracomontanum Parkman & Schelpe (1982)
- Corycium excisum Lindl. (1839)
- Corycium flanaganii (Bolus) Kurzweil & H.P.Linder (1991)
- Corycium ingeanum E.G.H.Oliv. (1986)
- Corycium microglossum Lindl. (1839)
- Corycium nigrescens Sond. (1846)
- Corycium orobanchoides (L.f.) Sw. (1800) - especie tipo
- Corycium tricuspidatum Bolus (1889)
- Corycium vestitum Sw. (1800)